# イン・プレイズ・オブ・ドリームズ
「イン・プレイズ・オブ・ドリームズ」（In Praise of Dreams）は、2004年にECMレコードから発表したノルウェーのジャズ・サックス奏者、ヤン・ガルバレクによるアルバム。2005年、グラミー賞ベスト・コンテンポラリー・ジャズ賞にノミネートされた。
国内盤では2008年にSHM-CD仕様（UCCE 9193）で発売されている。

## 収録曲
| 全作曲: ヤン・ガルバレク。 |                                                                         |      |                  |      |
| #                          | タイトル                                                                | 作詞 | 作曲・編曲       | 時間 |
| 1.                         | 「As Seen from Above」(アズ・シーン・フロム・アバヴ)                    |      | ヤン・ガルバレク | 4:42 |
| 2.                         | 「In Praise of Dreams」(イン・プレイズ・オブ・ドリームズ)               |      | ヤン・ガルバレク | 5:22 |
| 3.                         | 「One Goes There Alone」(ワン・ゴーズ・ゼア・アローン)                  |      | ヤン・ガルバレク | 5:09 |
| 4.                         | 「Knot of Place and Time」(ノット・オブ・プレイス・アンド・タイム)      |      | ヤン・ガルバレク | 6:27 |
| 5.                         | 「If You Go Far Enough」(イフ・ユー・ゴー・イナウ)                      |      | ヤン・ガルバレク | 0:44 |
| 6.                         | 「Scene from Afar」(シーン・フロム・アファー)                           |      | ヤン・ガルバレク | 5:19 |
| 7.                         | 「Cloud of Unknowing」(クラウド・オブ・アンノウィング)                  |      | ヤン・ガルバレク | 5:26 |
| 8.                         | 「Without Visible Sign」(ウィズアウト・ヴィジブル・サイン)              |      | ヤン・ガルバレク | 5:04 |
| 9.                         | 「Iceburn」(アイスバーン)                                               |      | ヤン・ガルバレク | 5:02 |
| 10.                        | 「Conversation With a Stone」(カンヴァセーション・ウィズ・ア・ストーン) |      | ヤン・ガルバレク | 4:25 |
| 11.                        | 「A Tale Begun」(ア・テイル・ビガン)                                    |      | ヤン・ガルバレク | 4:39 |

## パーソネル
- ヤン・ガルバレク - テナー & ソプラノ・サクソフォーン, シンセサイザー, サンプラー, パーカッション
- キム・カシュカシアン - ヴィオラ
- マヌ・カッチェ - ドラムス